# Xiaoshajiang
Xiaoshajiang (kinesiska: 小沙江, 小沙江镇) är en köpinghuvudort i Kina. Den ligger i provinsen Hunan, i den södra delen av landet, omkring 230 kilometer väster om provinshuvudstaden Changsha. Antalet invånare är 21 650. Befolkningen består av 10 347 kvinnor och 11 303 män. Barn under 15 år utgör 25,0 %, vuxna 15-64 år 65 %, och äldre över 65 år 8,0 %.
Runt Xiaoshajiang är det tätbefolkat, med 369 invånare per kvadratkilometer. Närmaste större samhälle är Huxingshan, 5,9 km nordväst om Xiaoshajiang. Omgivningarna runt Xiaoshajiang är en mosaik av jordbruksmark och naturlig växtlighet.
Genomsnittlig årsnederbörd är 1 796 millimeter. Den regnigaste månaden är juni, med i genomsnitt 269 mm nederbörd, och den torraste är december, med 62 mm nederbörd.